# Cătunele
Cătunele é uma comuna romena localizada no distrito de Gorj, na região de Oltênia. A comuna possui uma área de 32.39 km² e sua população era de 2677 habitantes segundo o censo de 2007.